# フィルフィルの森
フィルフィルの森（フィルフィルのもり）は、アフリカ大陸で最も北に位置する熱帯雨林。エリトリア国に位置する。分類上、亜熱帯雨林となる。海抜700-2000 mに約40 kmに渡ってひろがっており、大地溝帯にぶつかり上昇する紅海の暖かく湿った卓越風により、このような標高が高い土地においても熱帯雨林が形成される。また、このような特殊な気候により、狭い地域の中に多種多様な動植物が生息している。